# Liste religiöser Auszeichnungen und Orden
Religiöse Auszeichnungen und Orden werden von einer Glaubensgemeinschaft oder einer anderen zum Glauben oder der Religion in Beziehung stehenden Organisation gestiftet und verliehen.

## Katholische Kirche
Die Orden und Ehrenzeichen gliedern sich in verschiedene Gruppen auf:

### „Papstorden“
Die Orden und Ehrenzeichen des Kirchenstaates, später des Heiligen Stuhls (die sogenannten „Papstorden“) sind in absteigender Ordnung:
- Orden:
  - Christusorden
  - Orden vom Goldenen Sporn
  - Piusorden
  - Gregoriusorden
  - Silvesterorden

- Päpstliche Ehrenzeichen:
  - Pro Ecclesia et Pontifice („Für Papst und Kirche“),
  - Benemerenti („Dem, der sich verdient gemacht hat“) und Jerusalem-Pilgerkreuz.

### Diözesane Auszeichnungen
Jede Diözese hat ihre eigenen Orden und Auszeichnungen. Die Ehrenzeichen werden für besonders anerkennenswerte Verdienste im pastoralen oder in einem mit der Katholischen Kirche zusammenhängenden sozialen, kulturellen, gesellschaftspolitischen oder organisatorischen Bereich von der jeweiligen Diözese verliehen.
Beispiele:
- Deutschland
  - Ansgar-Medaille (Erzbistum Hamburg)
  - Bistumsmedaille (Bistum Trier und Bistum Eichstätt)
  - Elisabeth-Medaille (Bistum Erfurt und Bistum Fulda)
  - Hedwigsmedaille (Erzbistum Berlin und Bistum Görlitz)
  - Konradsplakette (Erzbistum Freiburg)
  - Martinus-Medaille (Bistum Mainz und Bistum Rottenburg-Stuttgart)
  - Paulus-Plakette (Bistum Münster)
  - Pirminius-Plakette (Bistum Speyer)
  - St.-Benno-Medaille (Bistum Dresden-Meißen)
  - St.-Bruno-Medaille und Liborius-Wagner-Medaille (Bistum Würzburg)
  - Verdienstmedaille in Silber (Bistum Bamberg)
  - Ulrichsmedaille (Bistum Augsburg)
  - Wolfgangsmedaille (Bistum Regensburg)
- Österreich
  - Ehrenzeichen vom hl. Stephanus in drei Klassen (Erzdiözese Wien)
  - „St. Martinsorden“ und „Verdienstmedaille der Diözese“, jeweils in drei Klassen (Diözese Eisenstadt)
  - „Florianmedaille“, „Severinmedaille“, „Wappenbrief“, jeweils in einer Klasse (Diözese Linz)
  - „Verdienstorden der Heiligen Rupert und Virgil“ in vier Klassen (Erzdiözese Salzburg)
  - „Hemma-Medaille“, „Modestus-Medaille“, jeweils in drei Klassen (Diözese Gurk)
  - „Ehrenzeichen der Diözese“ in Gold und Silber, „Petrus Canisiusorden“ (Diözese Innsbruck)
  - „Orden des Heiligen Georg des Militärbischofs des österreichischen Bundesheeres“ in neun Klassen (Österreichische Militärdiözese)

### Stiftskreuze
Stiftskreuze werden an Äbte und Äbtissinnen verschiedener Klöster vergeben. Es gibt etwa 100 Kreuze, vor allem aus dem Gebiet des Heiligen Römischen Reiches.

### Domherren-Kreuze
Domherren-Kreuze, auch Kanonikerkreuze genannt, sind nur von Mitgliedern eines Domkapitels (Kanonikern) zu tragen. Es gibt ein paar Hundert Domherrenkreuze, vor allem in katholischen Teilen des ehemaligen Heiligen Römischen Reiches und außerdem in Polen, Ungarn und Kroatien. Es werden auch neue geschaffen als Folge der Verwaltungsreformen des Papstes Johannes Paul II., der viele neue Diözesen gebildet hat.

### Weitere Beispiele
- Dignitas Humana Award, St. John’s School of Theology Seminary, Collegeville, Minnesota, USA
- Eugen-Biser-Preis, Eugen-Biser-Stiftung
- Verdienstorden Pro Merito Melitensi
- Katholischer Kinder- und Jugendbuchpreis
- Kunst- und Kulturpreis der deutschen Katholiken
- Heinrich-Brauns-Preis
- Itzel-Preis, Itzel-Stiftung,
- Kardinal-Innitzer-Preis, Erzdiözese Wien
- Laetare-Medaille, University of Notre Dame (Indiana)
- Notre Dame Award, Universität Notre Dame, Indiana (kath.)
- Pacem in Terris Award, Bistum Davenport in Iowa
- Romano-Guardini-Preis, Katholische Akademie in Bayern
- Romero-Preis, Katholische Männerbewegung Österreichs
- Solidaritätspreis der Linzer Kirchenzeitung, Diözese Linz

## Evangelische Kirche
In der Evangelischen Kirche verleiht in der Regel eine Landeskirche Orden und Auszeichnungen für besonders anerkennenswerte Verdienste im pastoralen oder in einem mit der jeweiligen Landeskirche zusammenhängenden sozialen, kulturellen, gesellschaftspolitischen oder organisatorischen Bereich. Die Verleihung erfolgt oft an ehrenamtlich tätige Personen.
Beispiele:
- Ansgarkreuz, Evangelisch-Lutherische Kirche in Norddeutschland
- Bibelpreis, Evangelische Landeskirche in Württemberg
- Brenz-Medaille, Evangelische Landeskirche in Württemberg
- Bugenhagenmedaille, Evangelisch-Lutherische Kirche in Norddeutschland
- Dr.-Leopold-Lucas-Preis, Evangelisch-theologische Fakultät Tübingen
- Gerhard-Bohne-Preis, Evangelisch-Lutherische Kirche in Norddeutschland
- Goldenes Kugelkreuz, Arbeitsgemeinschaft der Evangelischen Jugend in Deutschland
- Hanna-Jursch-Preis, Evangelische Kirche in Deutschland
- Hans-Ehrenberg-Preis, Kirchenkreis Bochum
- Illustrationspreis für Kinder- und Jugendbücher, Gemeinschaftswerk der Evangelischen Publizistik
- Karl-Barth-Preis, Union Evangelischer Kirchen
- Kronenkreuz, Diakonisches Werk
- Kulturpreis der Evangelisch-lutherischen Landeskirche Hannovers
- Leonore-Siegele-Wenschkewitz-Preis, Evangelische Kirche in Hessen und Nassau
- Martin-Luther-Medaille, Evangelische Kirche in Deutschland
- Robert-Geisendörfer-Preis, Evangelische Kirche in Deutschland
- Sexauer Gemeindepreis für Theologie, evangelische Kirchengemeinde Sexau
- Walter-Künneth-Preis, Kirchliche Sammlung um Bibel und Bekenntnis
- WebFish, Evangelische Kirche in Deutschland
- Wilhelm-Freiherr-von-Pechmann-Preis, Evangelisch-Lutherische Kirche in Bayern
- Ehrenmünze für kirchliche Verdienste, Kirche der Altpreußischen Union.

## Freikirchliche Auszeichnungen
- George-W.-Peters-Preis, Arbeitskreis für evangelikale Missiologie
- Methodistischer Friedenspreis, methodistische und wesleyanische Kirchen
- Michael-Sattler-Friedenspreis, Deutsches Mennonitisches Friedenskomitee

## Kirchenmusikalische Auszeichnungen
- GMA Dove Award, Gospel Music Association
- Preis der Europäischen Kirchenmusik, Schwäbisch Gmünd

## Orthodoxe Auszeichnungen
- Orden des Heiligen Bischof Platon, Estnische Apostolische Orthodoxen Kirche
- Finnischer Orden vom Heiligen Gotteslamm, Finnische Orthodoxe Kirche
- Orden des Heiligen Großfürsten Dmitri Donskoi, Russisch-Orthodoxe Kirche
- Orden des Heiligen Makarij, Metropolit von Moskau, Russisch-Orthodoxe Kirche

## Auszeichnungen anderer Kirchen
- Bischof-Reinkens-Medaille, Katholisches Bistum der Alt-Katholiken in Deutschland[1]

## Im weiteren Sinn religiös intendierte Auszeichnungen
- Bernhard-Weiß-Medaille, Bundeswehr
- Buber-Rosenzweig-Medaille, Gesellschaft für christlich-jüdische Zusammenarbeit Deutschland
- Ehrenpreis des österreichischen Buchhandels für Toleranz in Denken und Handeln
- Erwin-Fischer-Preis, Internationaler Bund der Konfessionslosen und Atheisten
- Fischhof-Preis, Gesellschaft Minderheiten in der Schweiz
- IBKA-Preis, Internationaler Bund der Konfessionslosen und Atheisten
- Mount Zion Award, Mount Zion Foundation, Luzern u. Benediktinerabtei Hagia Maria Sion, Jerusalem, interrel.
- Opus Prize, Opus Prize Foundation
- Otto-Hirsch-Medaille, Stadt Stuttgart, Gesellschaft für Christlich-Jüdische Zusammenarbeit Stuttgart, Israelitische Religionsgemeinschaft, christlich-jüdische Zusammenarbeit
- Predigtpreis, ökumenisch, Verlag für die Deutsche Wirtschaft
- Templeton-Preis, Templeton Foundation
- Toleranzpreis der Evangelischen Akademie Tutzing

## Jüdische Auszeichnungen
- Heinz-Galinski-Preis, Jüdische Gemeinde Berlin
- International Jewish Sports Hall of Fame, Makkabi-Verband
- Janusz-Korczak-Medaille, Eifeler
- Leo-Baeck-Medaille, Leo Baeck Institut, New York
- Leo-Baeck-Preis, Zentralrat der Juden, Deutschland
- Marietta und Friedrich Torberg-Medaille, Israelitische Kultusgemeinde Wien

## Muslimische Auszeichnungen
- Muhammad-Nafi-Tschelebi-Preis, ZI Islam-Archiv-Deutschland - Amina Abdullah Stiftung

## Auszeichnungen im Wicca und Neopaganismus
- Valiente Orden, Coven Hamburg
- Over the Moon Award, Covenant of the Goddess
- Hart and Crescent Award, Covenant of the Goddess